# Ambō (Japon)
Pour les articles homonymes, voir Ambo.
Ambō (安房, Anbō) est le nom d'une zone portuaire d'environ 8 000 habitants, située sur la côte est de l'île de Yaku au Japon et rattachée administrativement au bourg de Yakushima.
Elle ne doit pas être pas confondue avec l'îlot d'Ambo de la République de Kiribati.

## Note(s)
1. ↑  Yaku est une île montagneuse de forme circulaire d'environ 25 km de diamètre, située à 65 km au sud de l'île de Kyūshū et à 125 km au sud de Kagoshima.